# 毛三元
毛三元（？—1850年），四川省潼川府鹽亭縣（今四川省鹽亭縣），清朝軍事將領、武進士出身。
道光十一年，武舉中式；道光十二年，登武進士，授藍翎侍衛。道光十九年，任雲南景蒙營中軍守備。道光二十二年，署維西協中軍都司。道光二十三年兼任游擊。道光二十五年，任元江營中軍守備，署騰越鎮標左營都司。道光二十七年，署右營都司。道光二十八年，署普洱鎮標中營守備。道光三十年，贈雲騎尉。